# Исиномаки (залив)
Исиномаки (яп. 石巻湾 исиномаки-ван) — залив на западе Тихого океана, вдаётся в восточный берег японского острова Хонсю на территории префектуры Мияги. Залив Исиномаки является частью залива Сендай и ограничен на востоке полуостровом Осика. На берегу залива лежит одноимённый город.
Восточное побережье залива скалистое, западное — равнинное, с песчаными пляжами. На востоке залива расположено множество островов — Тасиро, Адзи и другие.
В залив впадают реки Нарусе, Китаками и Дзёгава. В устье Дзёгавы расположен порт Исиномаки.